# Adrien de Van
Adrien de Van (22 settembre 1973) è un attore e regista teatrale francese.

## Filmografia parziale

### Cinema
- Sitcom - La famiglia è simpatica (Sitcom), regia François Ozon (1998)
- Les Frères Sœur, regia Frédéric Jardin (2000)
- 30 ans, regia di Laurent Perrin (2000)
- Nouvelle Chance, regia di Anne Fontaine (2006)
- Non ti voltare (Ne te retourne pas), regia di Marina de Van (2009)
- L'Absence, regia Cyril de Gasperis (2010)
- Midnight in Paris, regia Woody Allen (2011)
- Le Petit Poucet, regia Marina de Van (2011)

### Televisione
- Chauffeur de maitre, regia di Alain Nahum - film TV (1996)
- Saint-Germain ou la Négociation, regia di Gérard Corbiau - film TV (2003)